# Monongahela National Forest

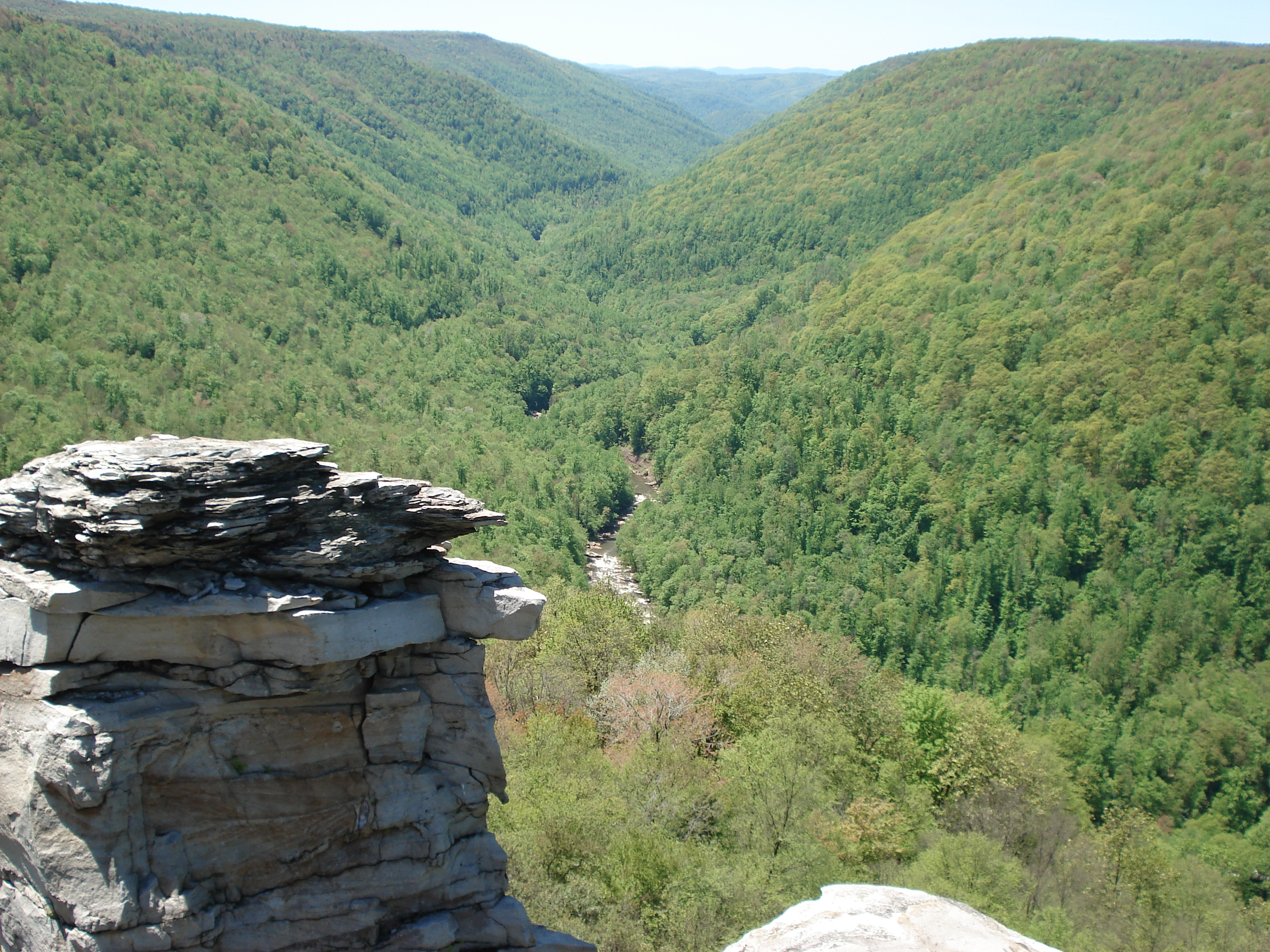
Blackwater Canyon

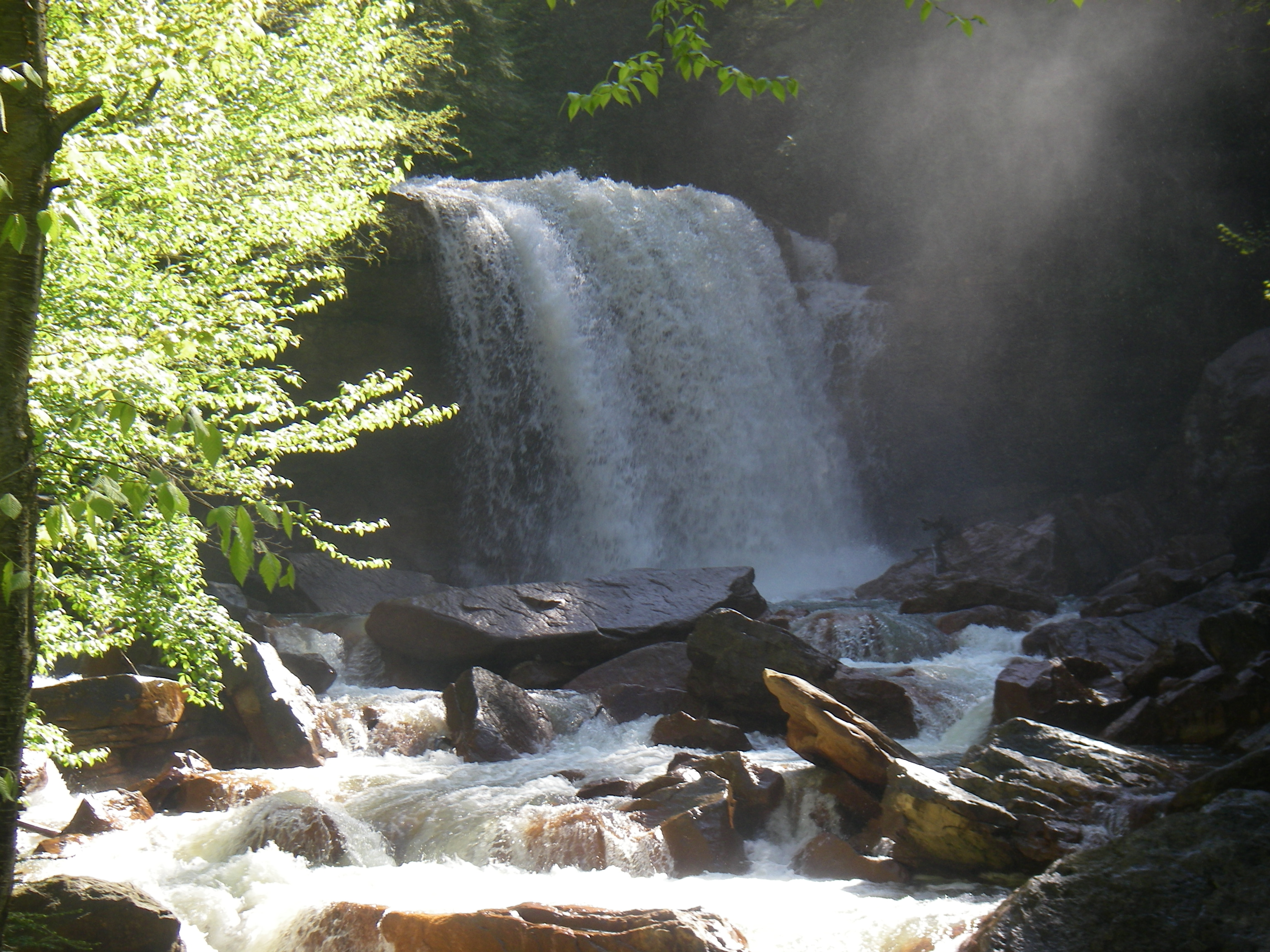
Douglas-Wasserfall am North Fork Blackwater River

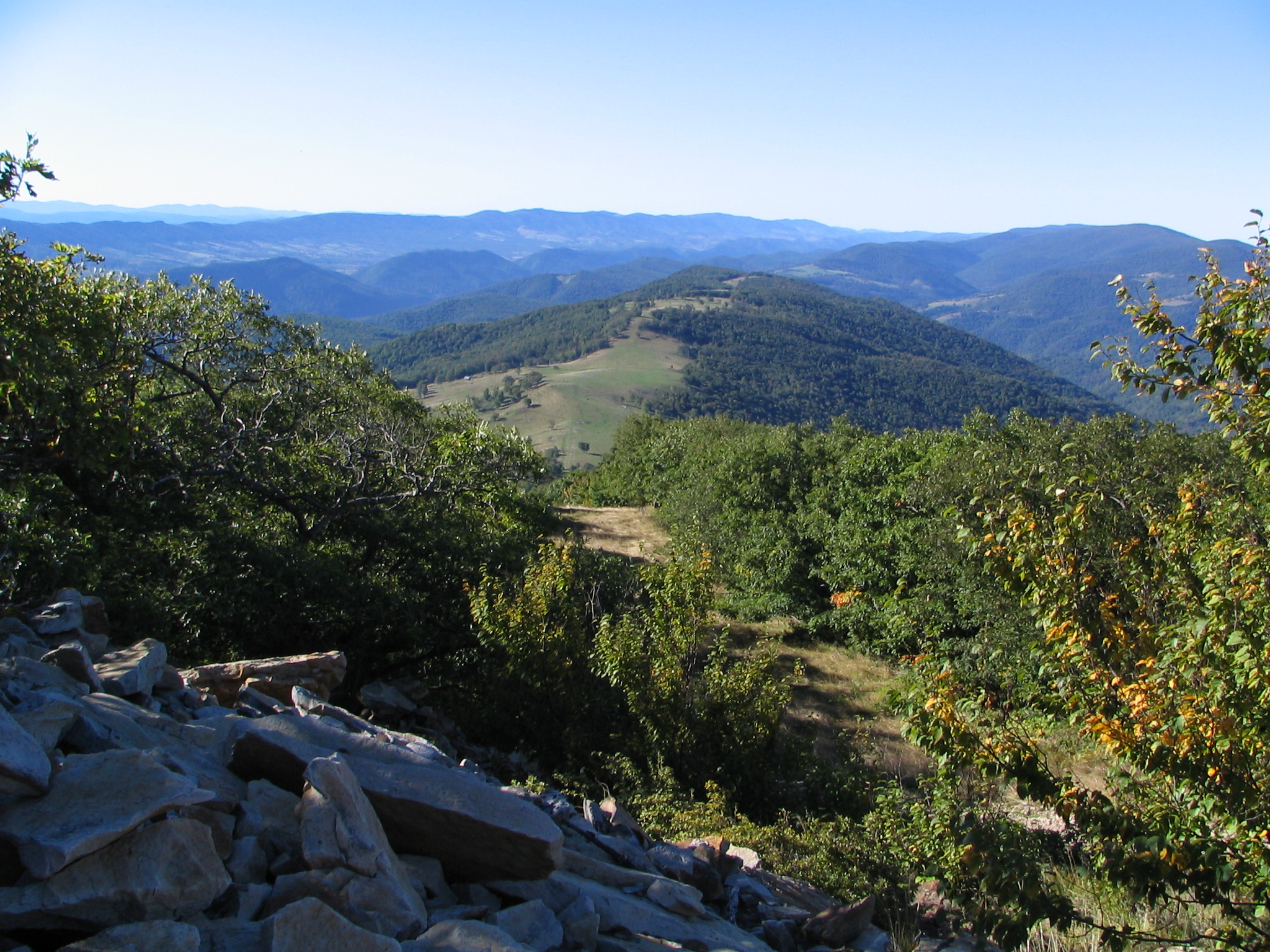
Roaring Plains Wilderness

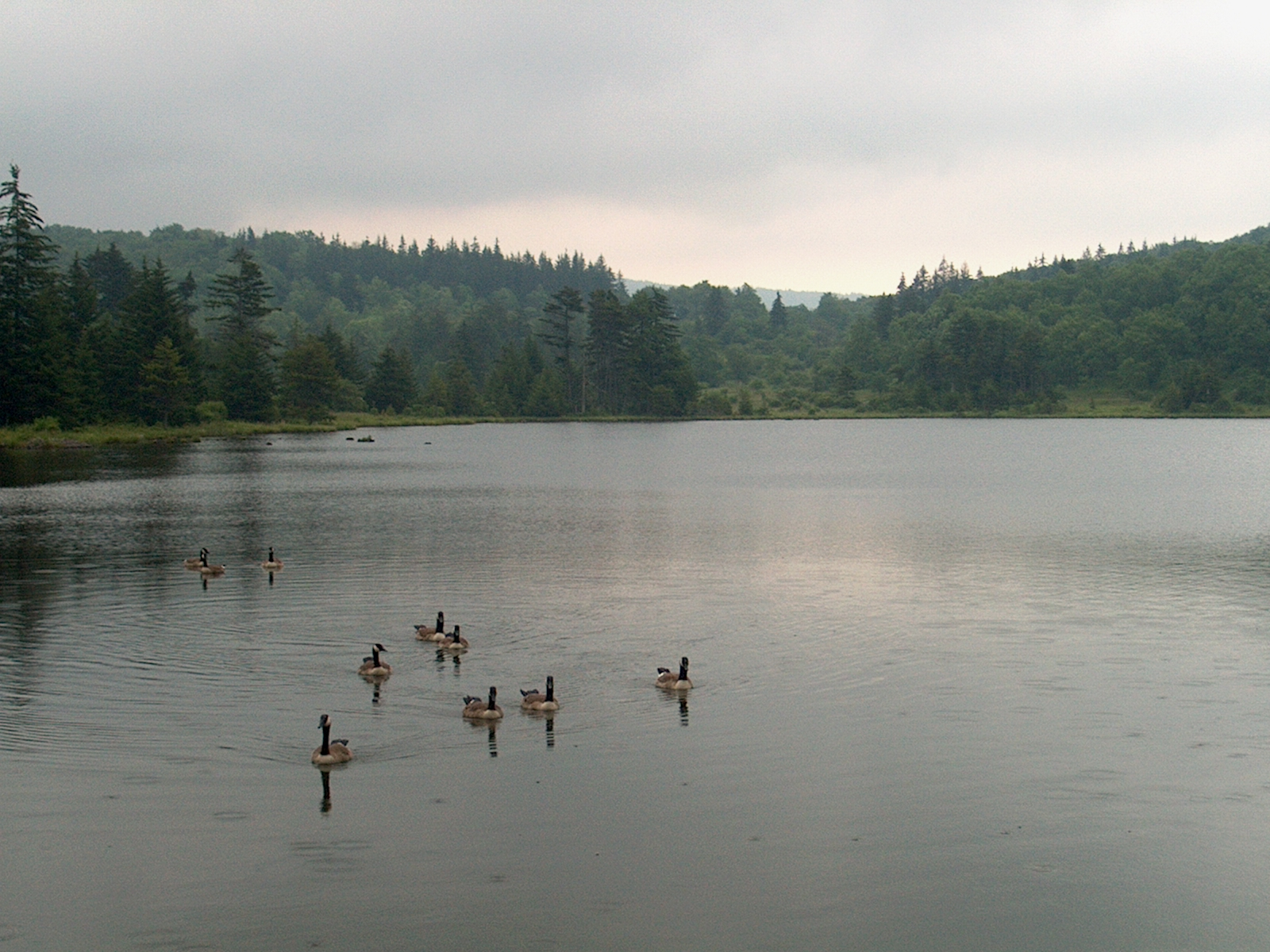
Kanadagänse im Spruce Knob Lake

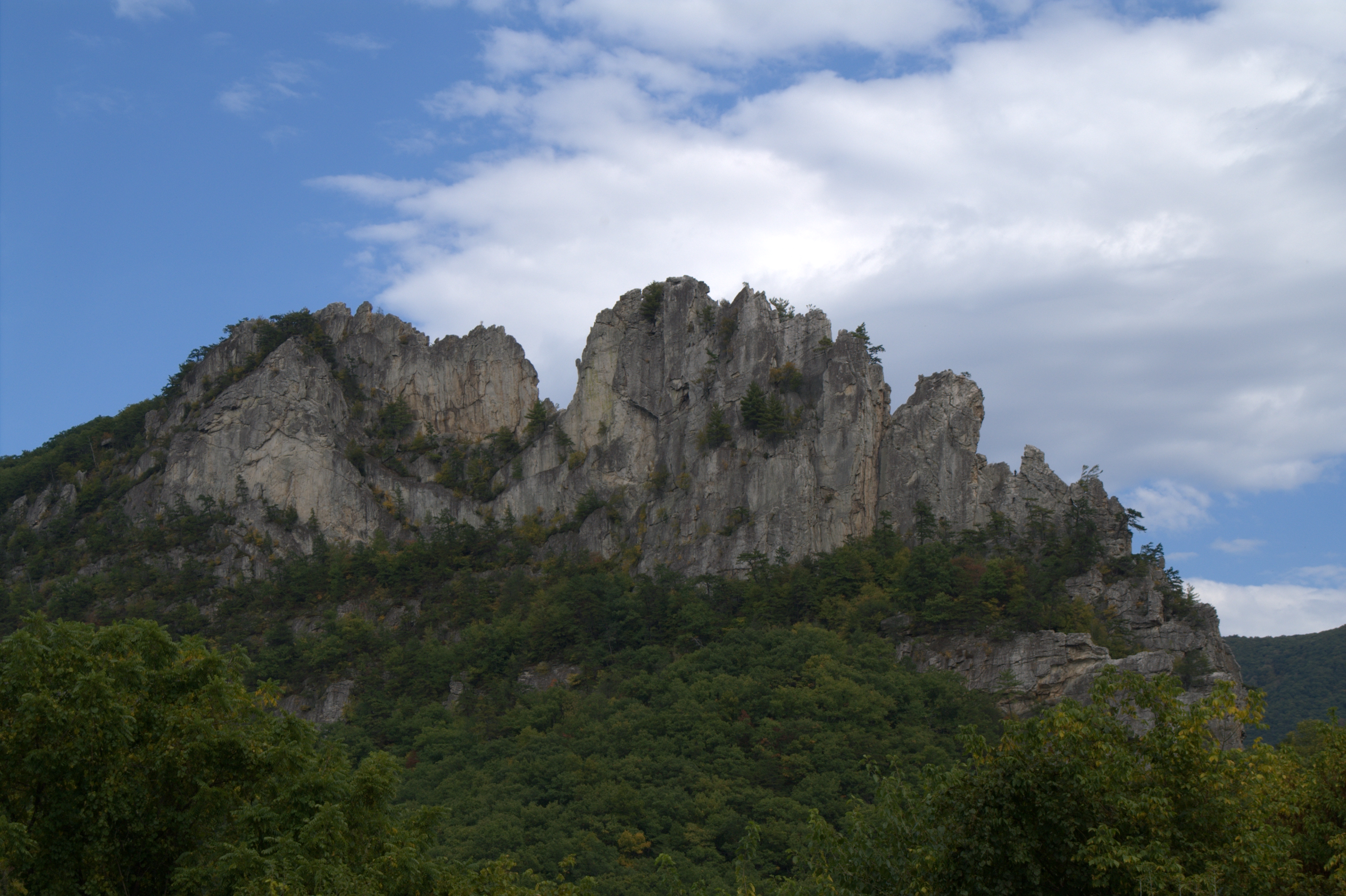
Seneca Rocks

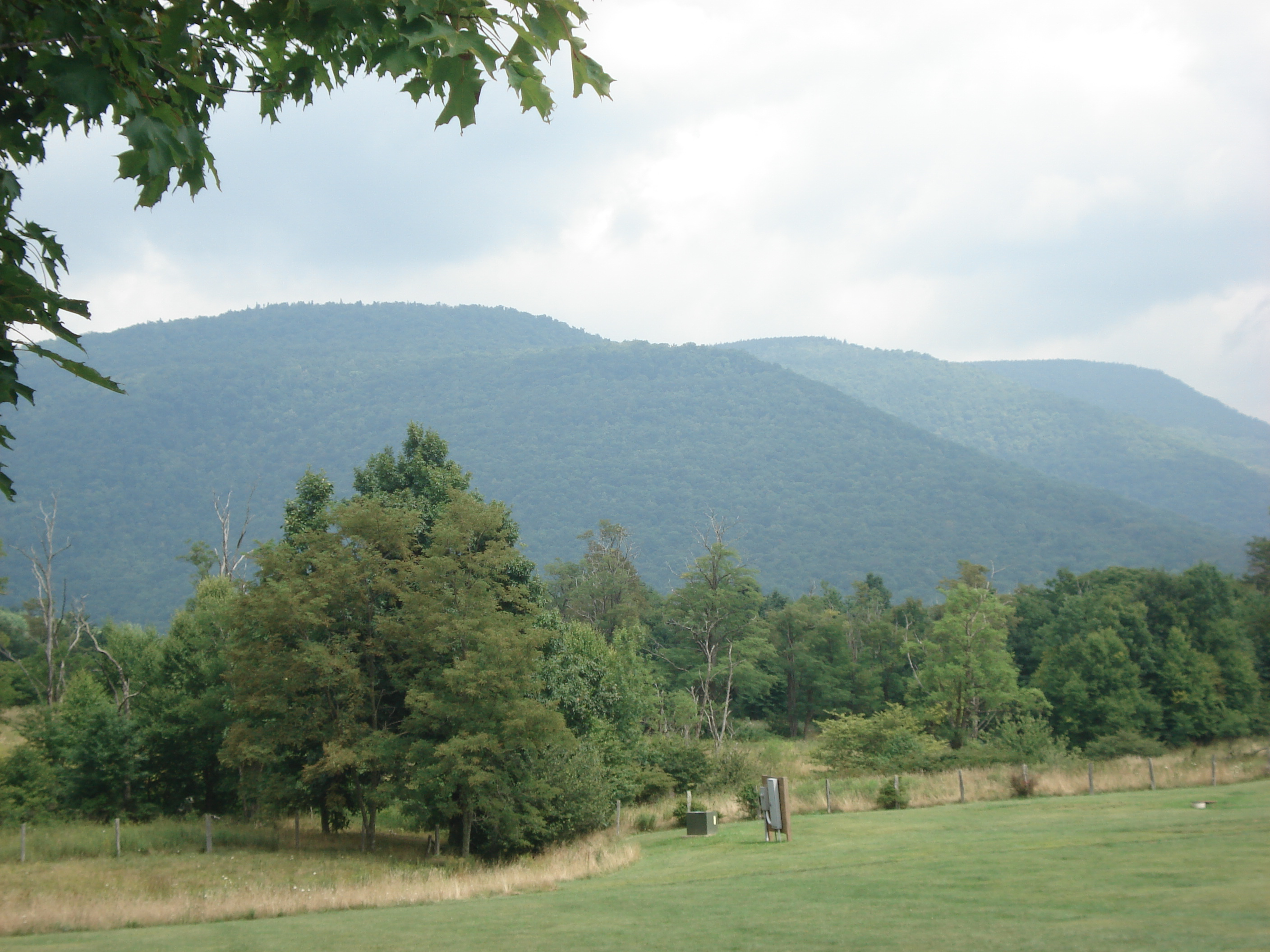
Back Allegheny Mountain

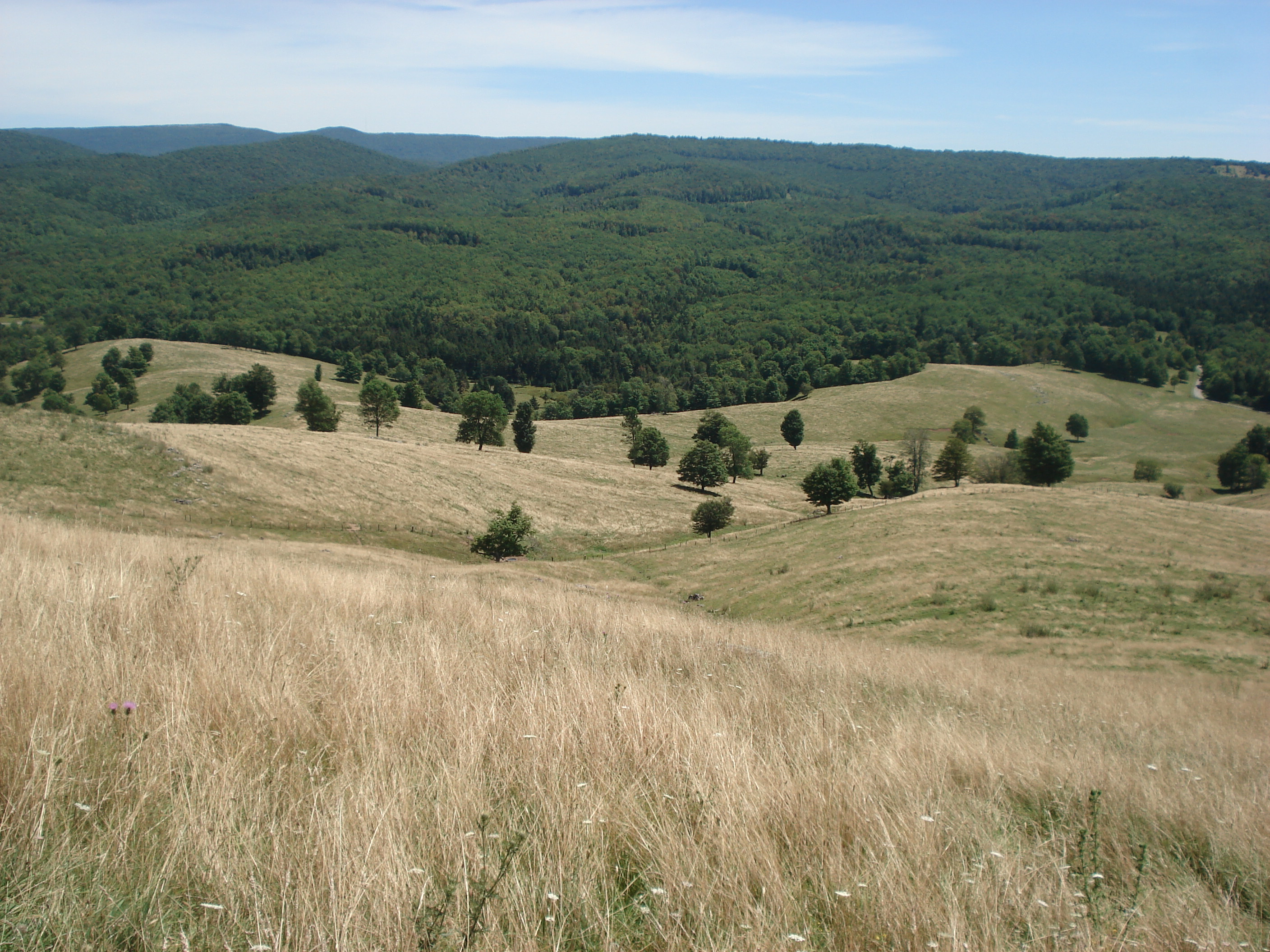
Aussicht vom Yokum Knob

Der Monongahela National Forest ist ein Nationalwald in den Allegheny Mountains im Osten von West Virginia. Er erstreckt sich über 3727 km² Land im Besitz der US-Bundesregierung, innerhalb eines 6880 km² großen Proklamationsgebiets. Das Gebiet enthält einen Großteil der Potomac Highlands und Teile von 10 Countys.

## Gliederung
Die Hauptverwaltung des Waldes befindet sich in Elkins, West Virginia. Sie ist vier sogenannten „Ranger Districts“ übergeordnet:
- Cheat-Potomac Ranger District (Parsons, West Virginia, Zweigstelle in Petersburg, West Virginia), entstanden durch Vereinigung der Distrikte „Cheat“ und „Potomac“,
- Gauley Ranger District (Richwood, West Virginia),
- Greenbrier Ranger District (Bartow, West Virginia), und
- Marlinton-White Sulphur Springs Ranger District (Marlinton, West Virginia, Zweigstelle in White Sulphur Springs, West Virginia), entstanden durch Vereinigung der Distrikte „Marlinton“ und „White Sulphur Springs“.

In der Waldverwaltung sind 105 Personen als Festangestellte, saisonal angestellte und freiwillige Mitarbeiter beschäftigt.

## Geschichte
Wie alle National Forests östlich des Mississippi geht die Gründung des Waldgebietes auf das Gesetz Weeks Act von 1911 zurück. Darin wurde die Bundesregierung ermächtigt, durch Abholzung, Überweidung und andere Formen des Raubbaus nahezu wertlos gewordene Flächen im Osten der USA anzukaufen. Auf dem Allegheny-Plateau lagen besonders große, derartige Gebiete. Sie waren für den Eisenbahnbau und vor allem die Papierindustrie seit dem späten 19. Jahrhundert mit industriellen Methoden nahezu vollständig abgeholzt worden.
Die ersten Bereiche des Monongahela National Forest wurden im Jahr 1915 geschützt. Damals wurden 29 Quadratkilometer Wald aus dem Wassereinzugsgebiet des Monongahela River gekauft. Am 28. April 1920 wurde die Bezeichnung des Nationalwalds als „Monongahela National Forest“ festgelegt, in Anlehnung an den Namen des Flusses. Gegen Ende 1924 war die geschützte Fläche auf 609 km² angewachsen.
Nach dem Ankauf der Flächen sorgte die Bundesregierung durch intensive Jagd dafür, dass die Weißwedelhirsche die natürliche Wiederbewaldung nicht wesentlich behinderten. Diese verschwanden nie vollständig aus dem Monongahela National Forest, doch ihre Zahl sank zwischen den 1890er und 1920er Jahren erheblich. Im Januar 1930 wurden acht Hirsche aus Michigan im Wald nahe Parsons freigelassen. Von 1937 bis 1939 wurden siebzehn weitere Hirsche auf der Flatrock-Roaring-Ebene des Waldes freigelassen. Diese Auswilderungen dienten als Grundbaustein, um die gesunde Brutpopulation im östlichen West Virginia wiederherzustellen. In der Mitte der 1940er Jahre waren die Hirsche so zahlreich, dass Farmer ihre Felder bei Nacht beschützen mussten.
In den Jahren 1943 and 1944 nutzte die United States Army Teile des Waldes in ihrer „West Virginia Maneuver Area“ für Artillerie-, Mörser- und Manöverübungen, bevor die Truppen für den Zweiten Weltkrieg nach Europa gesandt wurden. Noch heute werden vereinzelt Geschosshülsen aus dieser Zeit gefunden. Die Seneca Rocks und andere Klippen in der Region wurden zudem für Sturmkletterübungen genutzt.
Der Fischermarder (Martes pennanti), 1912 für ausgestorben gehalten, wurde im Winter des Jahres 1969 neu in dem Gebiet angesiedelt. Hierfür wurden 23 Fischermarder von New Hampshire zum Canaan Mountain und zu den Cranberry Glades, beide innerhalb des National Forest, umgesiedelt.
Das Gegenkultur-Treffen „Rainbow Gathering“ fand 1980 und 2005 im Monongahela National Forest statt.
Im Jahr 1993 wurden die archäologischen Fundstätten Craig Run East Fork Rockshelter und Laurel Run Rockshelter im Gauley-Ranger-Distrikt des Waldes in das National Register of Historic Places aufgenommen.

## Daten und Fakten
Die Landfläche des Waldes beträgt über 3719 km², davon sind über 384 km² Wilderness Areas. Es gibt zehn Wildschutzgebiete. Auf dem Gelände existieren 920 km Straßen und 1327 km Wanderwege.
Für Touristen und Wanderer gibt es viele Einrichtungen, zum Beispiel zwei Besucherzentren (Cranberry Mountain Nature Center und Seneca Rocks Discovery Center), zwei Aussichtstürme (Bickle Knob Tower und Olson Tower) sowie 17 ausgewiesene Picknickgebiete. Darüber hinaus existieren 23 Camping-Gebiete sowie ein Schneemobil-Gebiet (Highland Scenic Highway).

## Galerie

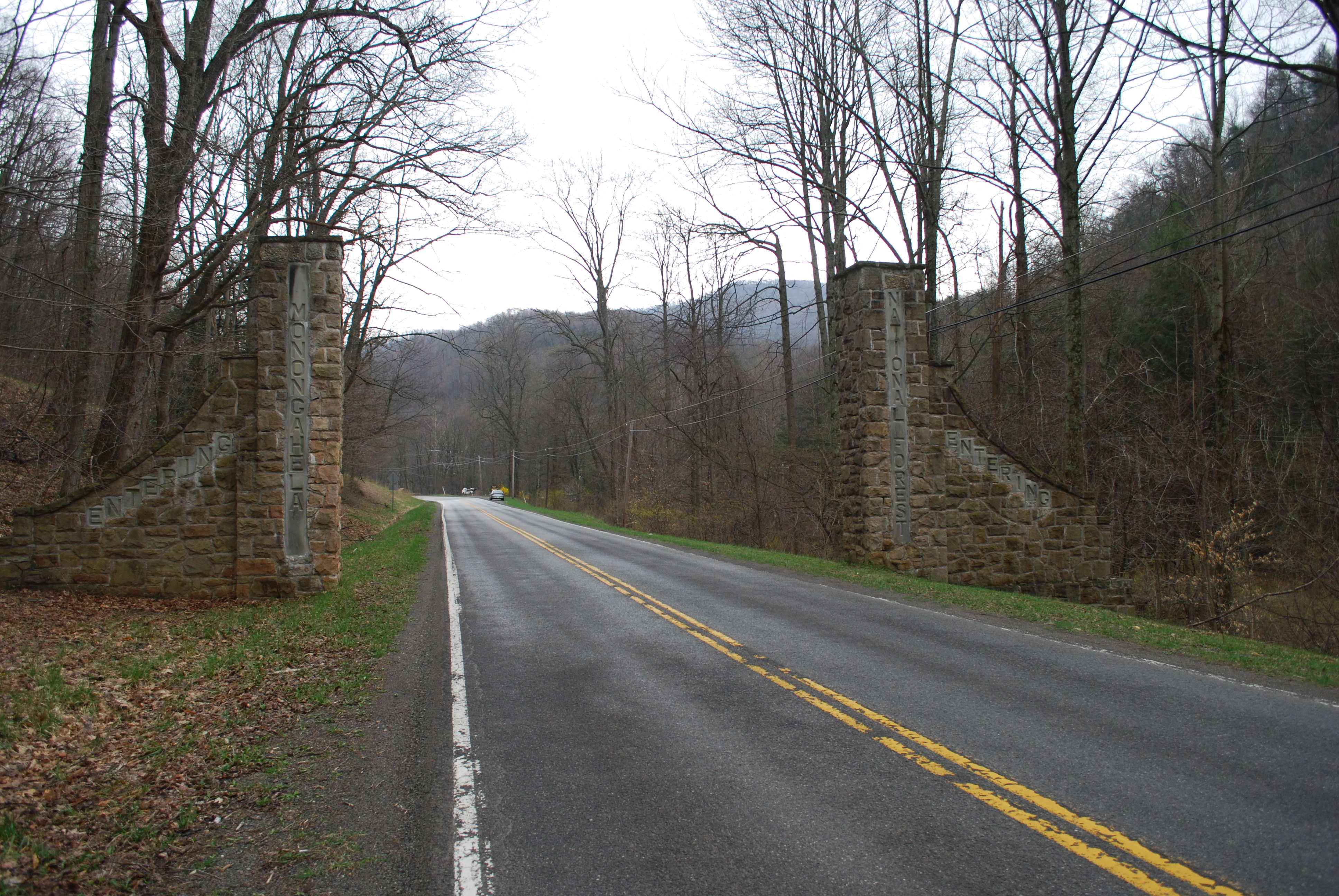
Eingangstor an der alten US 33 östlich von Elkins
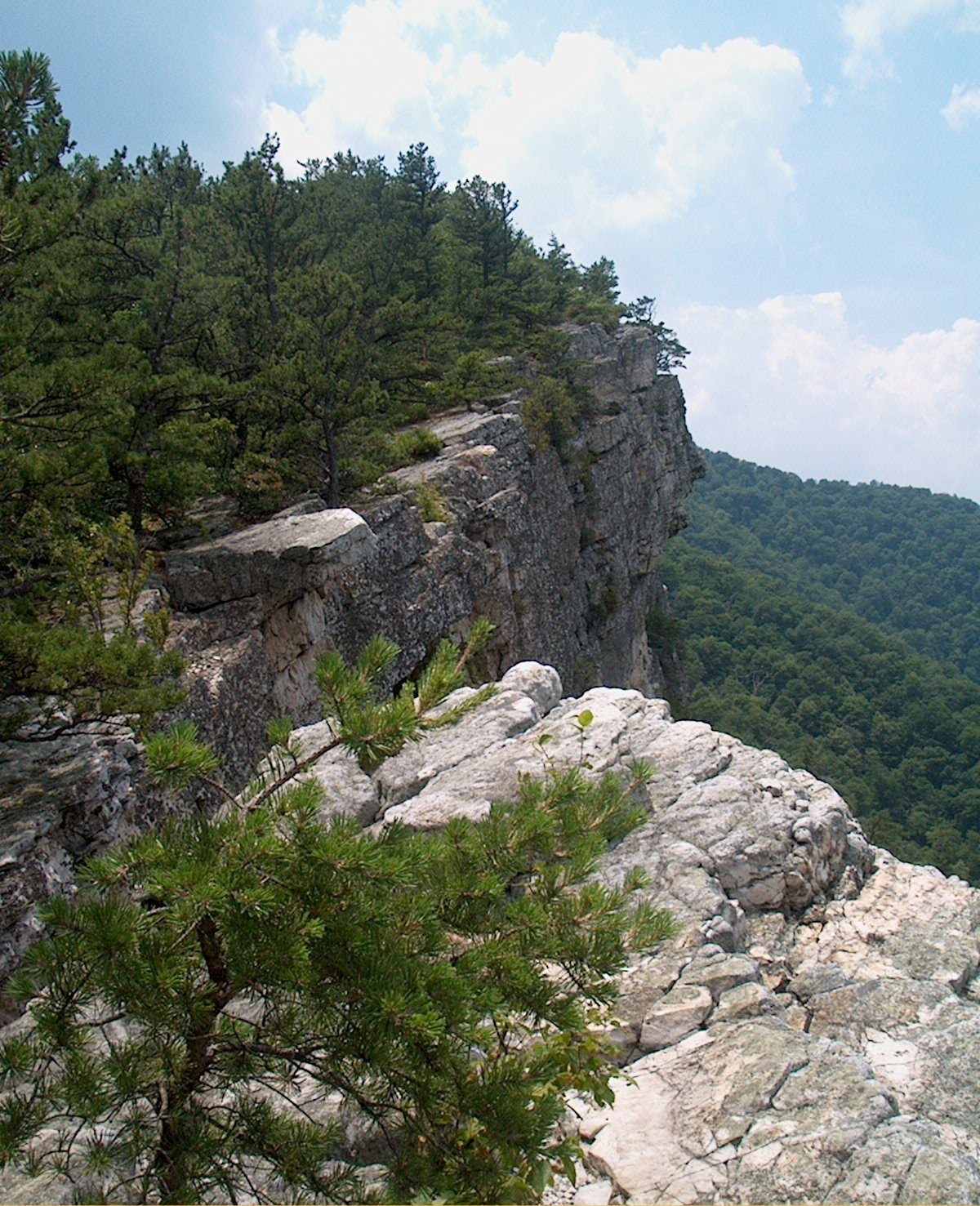
North Fork Mountain
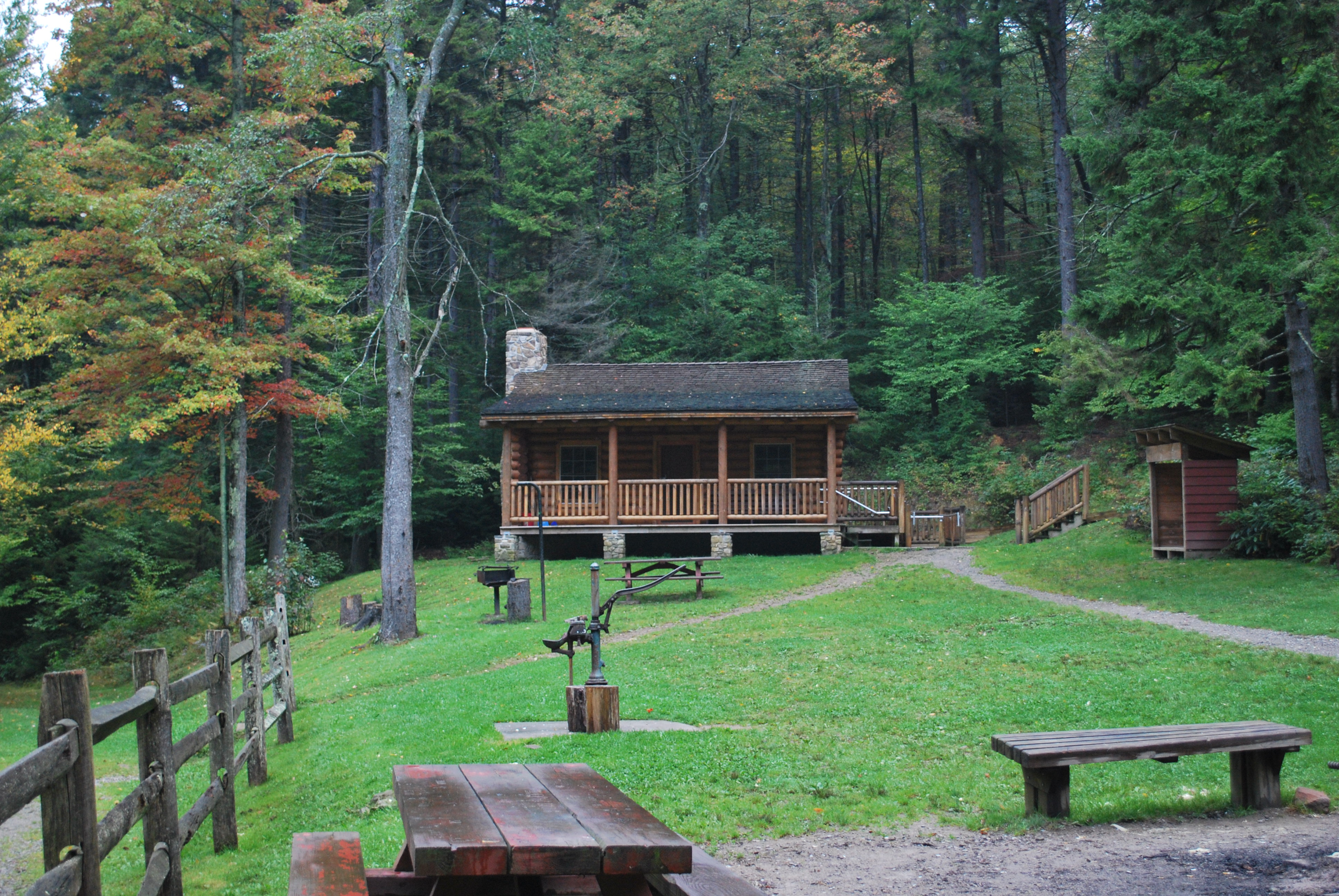
Middle Mountain Cabins
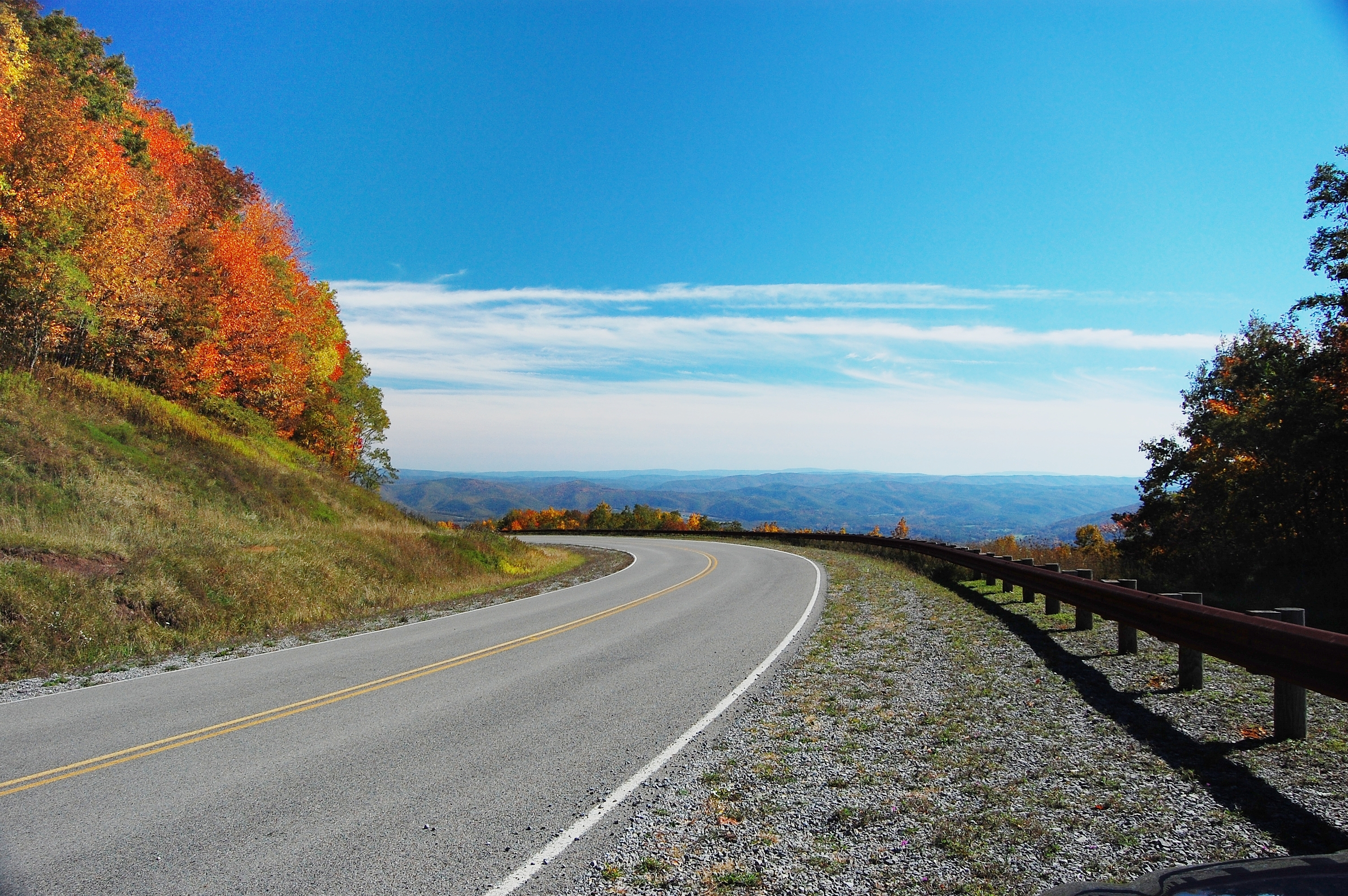
Highland Scenic Highway
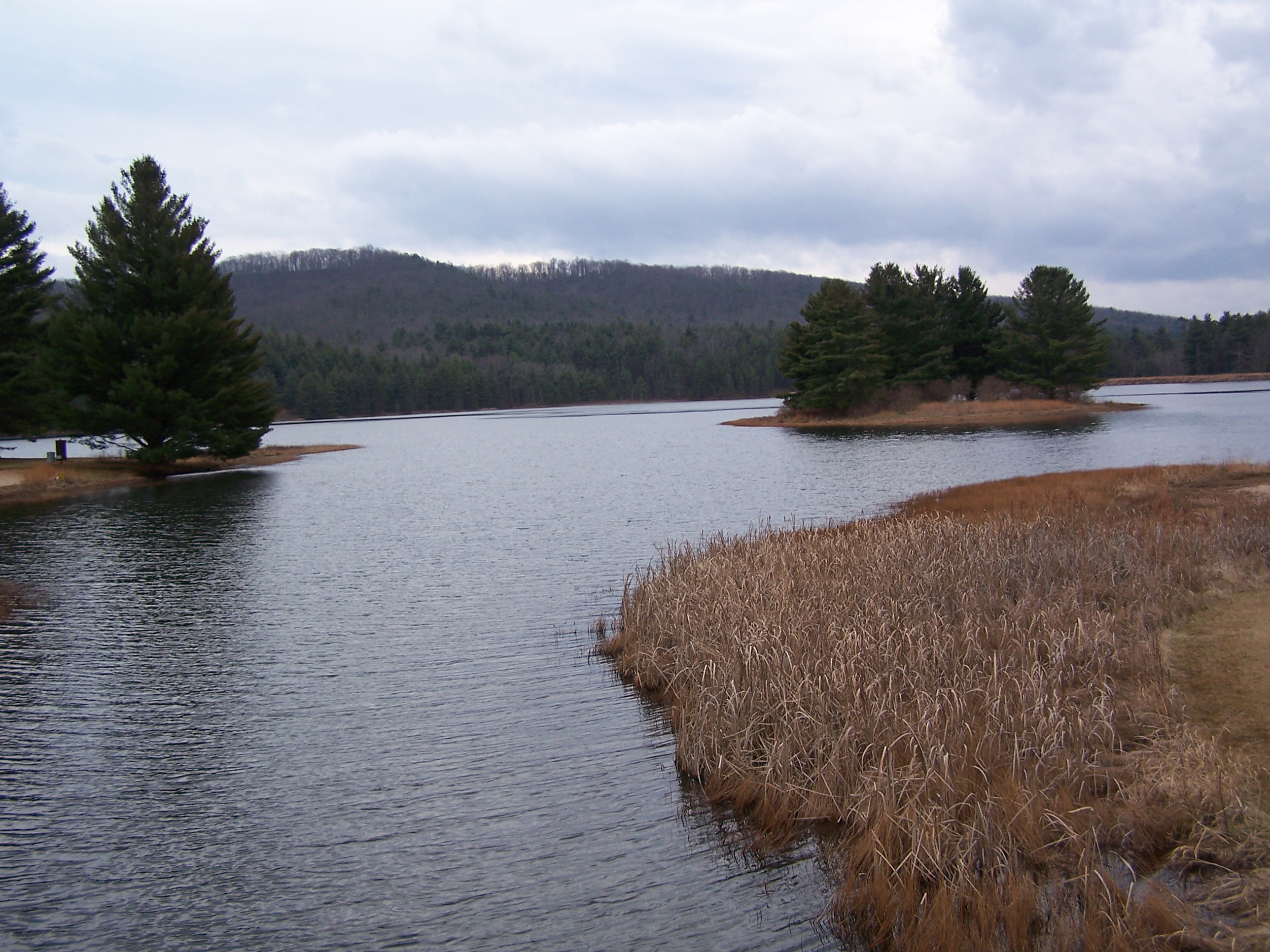
Lake Sherwood
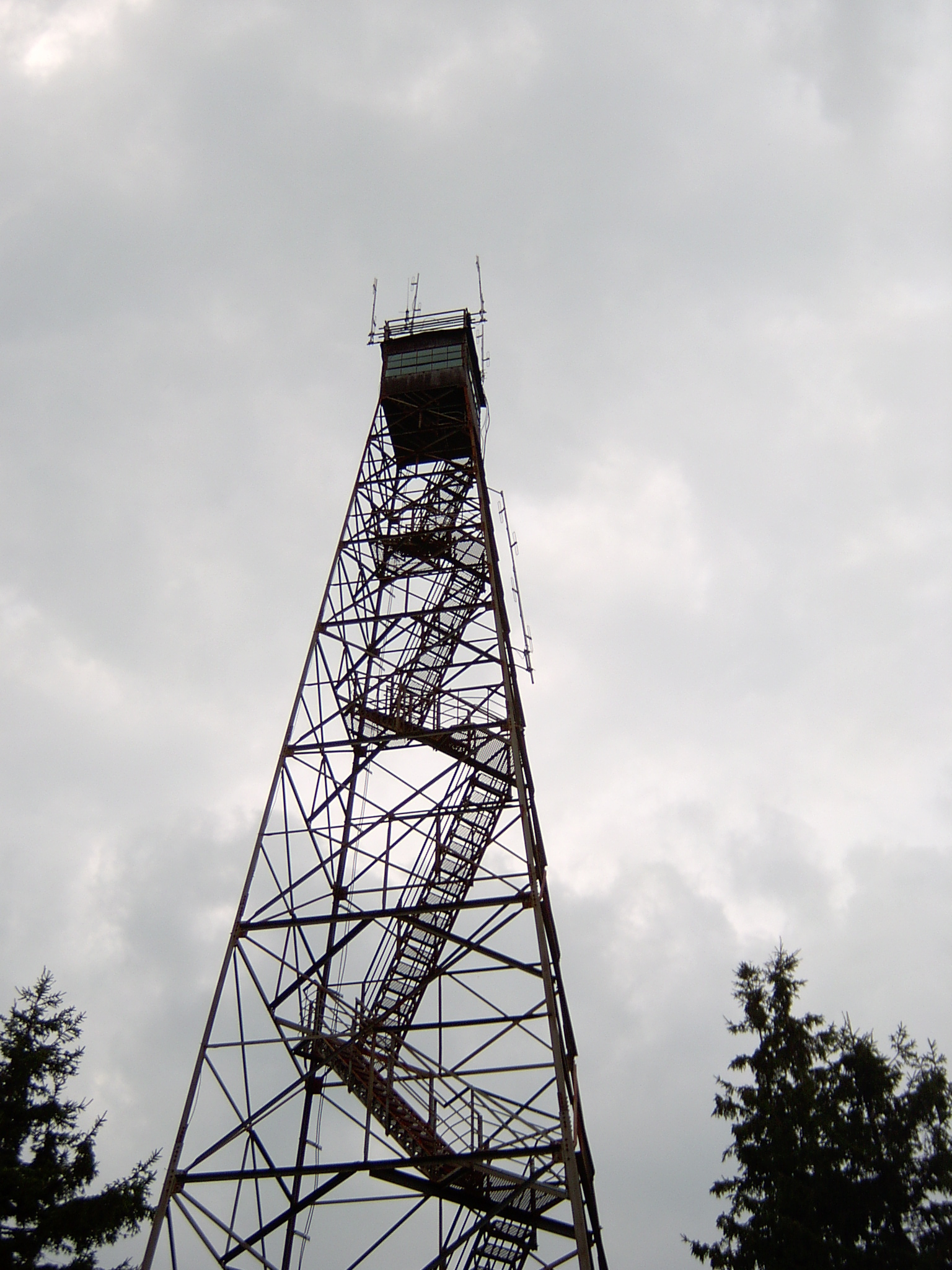
Olson Observation Tower
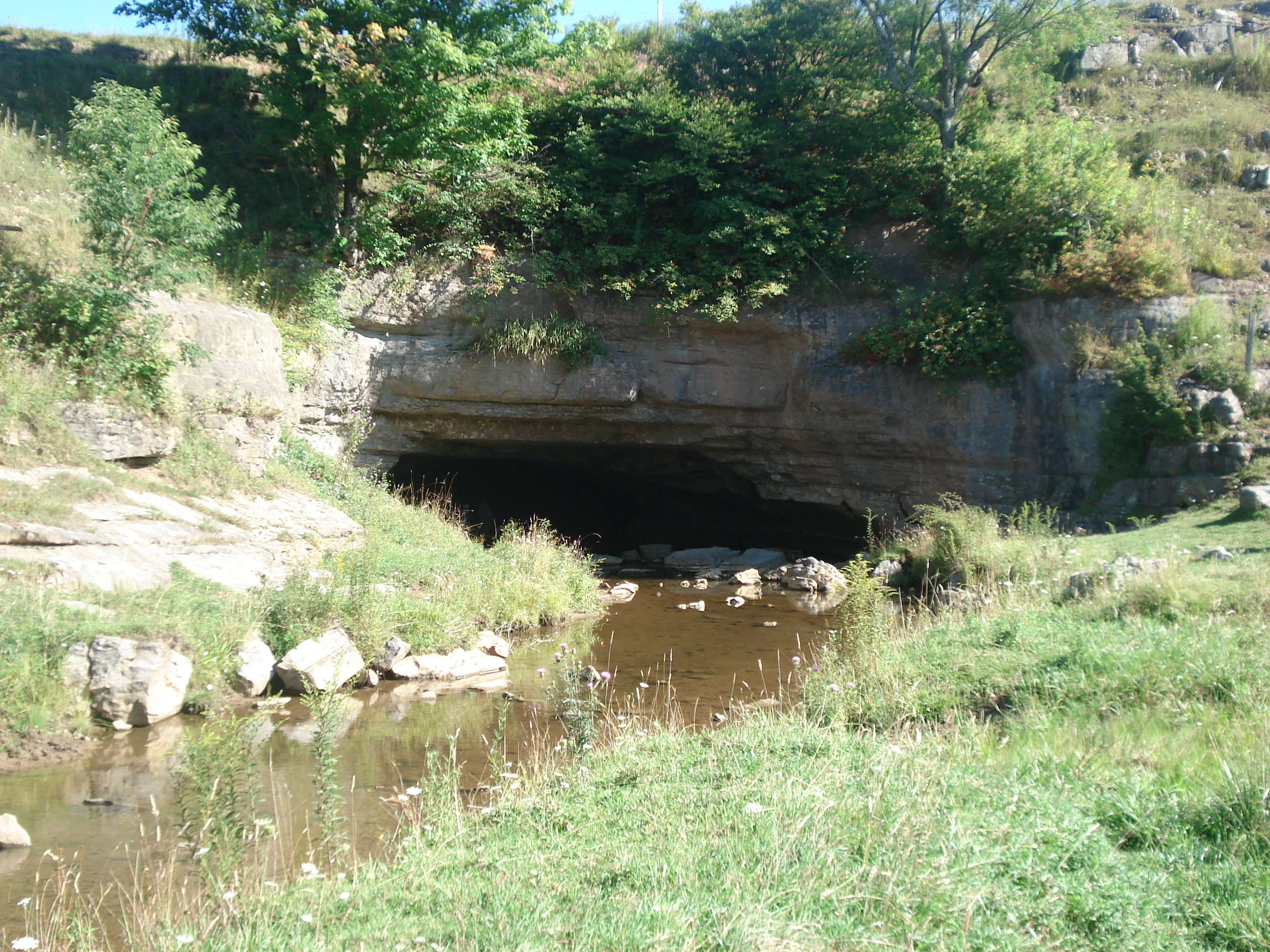
Sinks of Gandy Creek
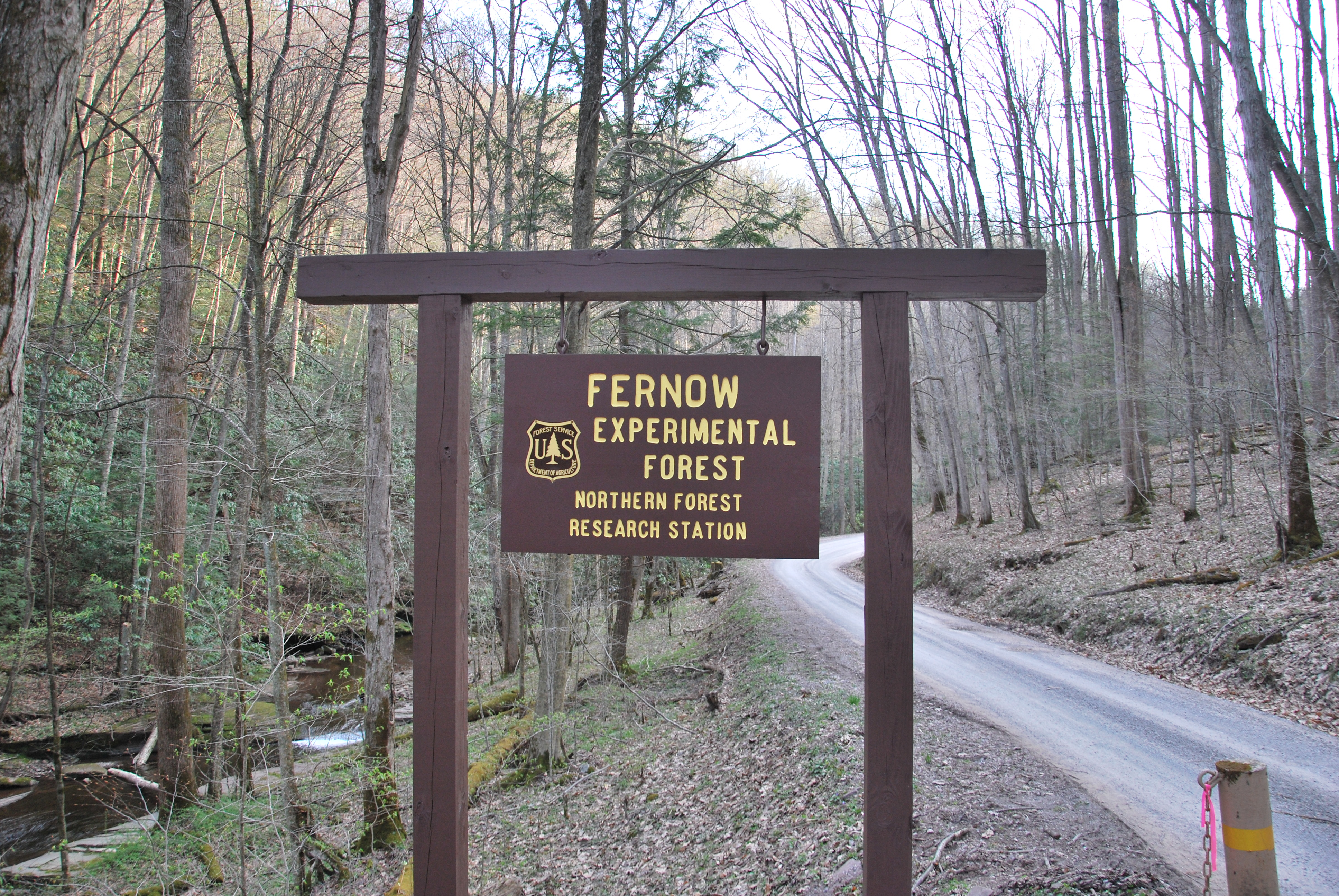
Fernow Experimental Forest
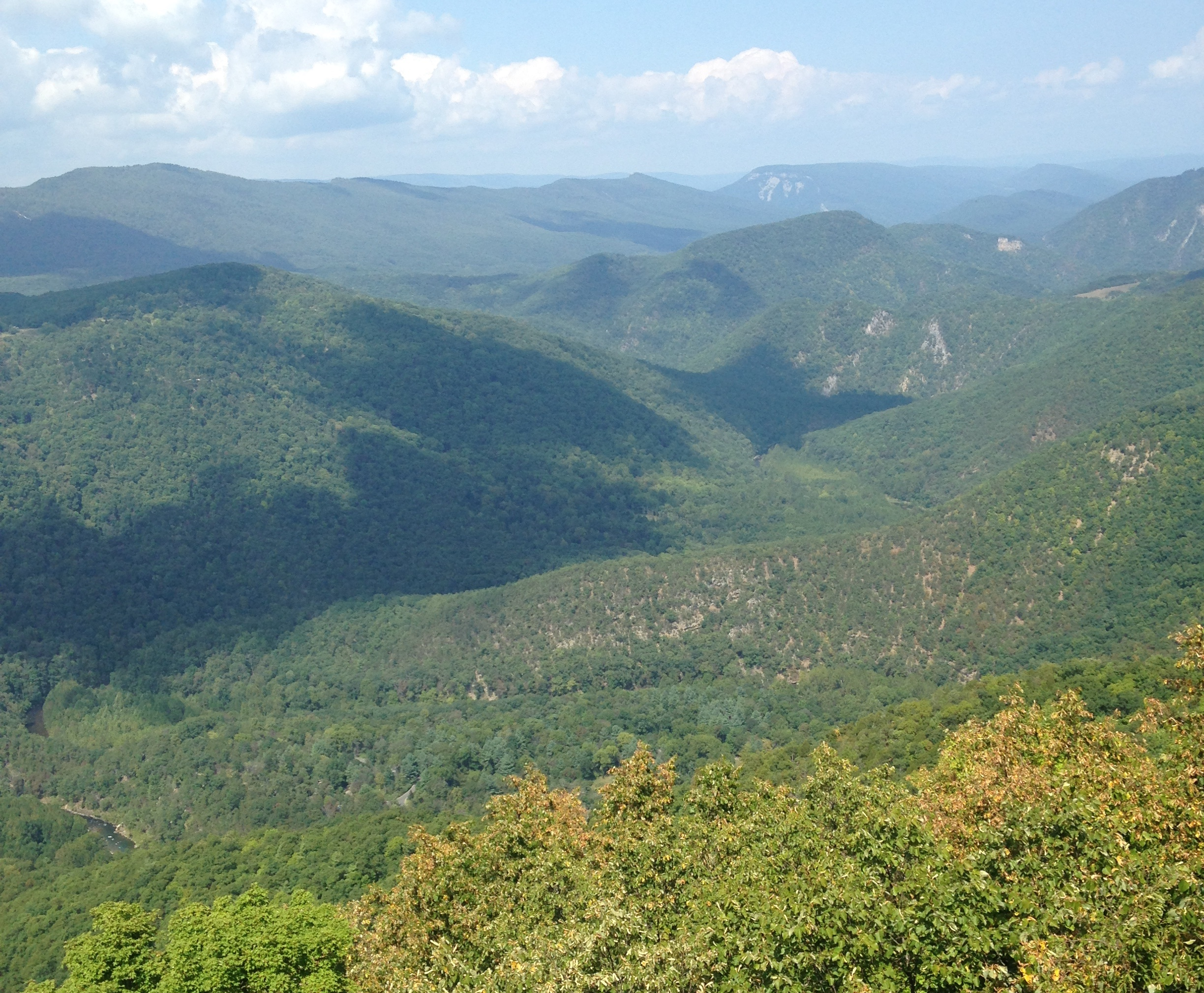
Smoke Hole Canyon, vom Cave Mountain aus gesehen
Fanny Bennett Hemlock Grove

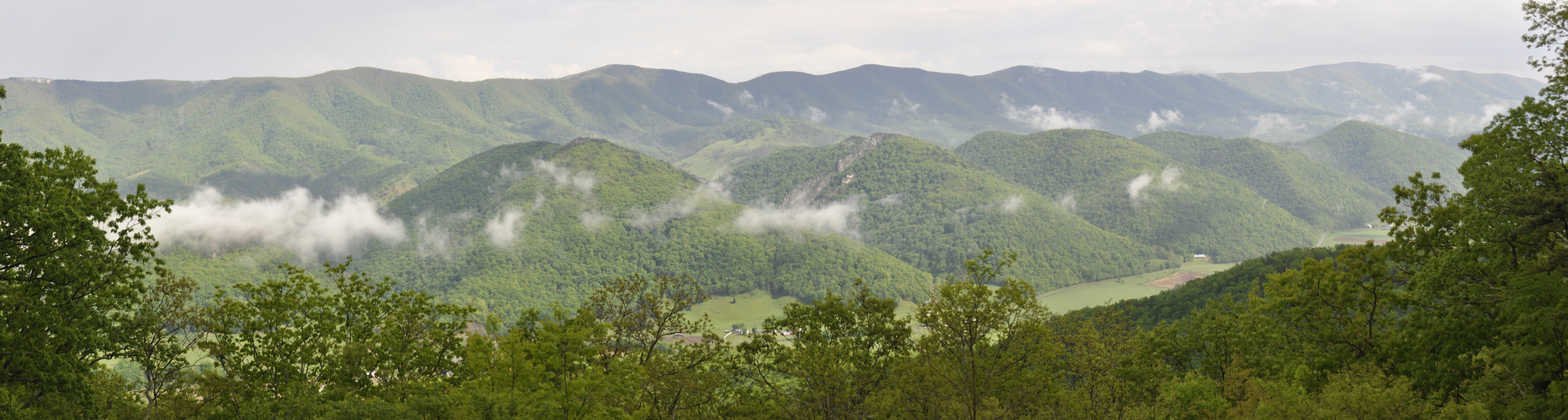
River Knobs, Pendleton County, West Virginia